# Маргарита Савойская
Маргарита Савойская (1589—1655) — пятый ребенок герцога Карла Эммануила I Савойского и дочери испанского короля Филиппа II Каталины Микаэлы, жена мантуанского герцога Франческо IV Гонзага, наиболее известная тем, что была последним человеком, занимавшим пост испанского вице-короля (наместника) Португалии.

## Биография

### Супруга Франческо Гонзага
Вступила в брак с Франческо, наследником престола Мантуи 19 февраля 1608 года в родном Турине. 9 февраля 1612 года её муж унаследовал престол своего отца, но 22 декабря того же года скончался, оставив Маргариту вдовой. Она успела родить ему троих детей, из которых выжила только старшая девочка, Мария Гонзага. И её муж, и единственный сын стали жертвами оспы. Когда её супруг скончался, Маргарита утверждала, что носит еще одного, посмертного ребенка, но её обман разоблачили.
Таким образом, престол перешёл брату её мужа — Фердинандо I Гонзага, кардиналу, который, отказавшись от сана, принял герцогскую корону Мантуи. При этом герцогскую корону Монферрата де-юре наследовала Мария Гонзага, так как исторически это владение могло наследоваться по женской линии, что доказали, подняв исторические документы о том, как оно было присоединено к Мантуе — именно путём брака наследницы, последней из Палеологов.
Фердинандо I Гонзага неохотно подтвердил права своей малолетней племянницы (для чего пришлось из Савойи приехать Виктору Амадею, брату вдовы, и поддержать её), и Маргарита стала регентом Монферрата от имени своей трехлетней дочери. Отец Маргариты Карл Эммануил Савойский от имени своей малолетней внучки предъявил права на Монферратское герцогство. Фердинандо Гонзага намеревался оставить владение своей племянницы в зоне своего влияния. Он планировал выдать замуж и Марию, и Маргариту, но события помешали ему, и 22 апреля 1613 года началась Первая война за Монферрат. Война шла четыре года и закончилась миром в Мадриде и отказом Савойи от своих требований Монферрата. Мария Гонзага была помещена своим дядей в монастырь святой Урсулы в Мантуе.
После смерти бездетного Фердинандо в 1626 году престол унаследовал его брат Винченцо II, также на протяжении долгих лет остававшийся бездетным. Таким образом, внимание тех, кто питал интерес к Мантуанскому герцогству, обратилось на практически позабытую Марию Гонзага. 25 декабря 1627 Марию выдают замуж за Карла Неверского, поддерживаемого Францией, так как её союз с представителем младшей ветви рода Гонзага подкрепит права Неверских герцогов на престол. В тот же день умирает Винченцо II, смерть которого все ждали с минуты на минуту, и престол наследует его дальний родственник, Карло I Гонзага, с сыном которого обвенчали Марию. Но это не устроит Испанию, Австрию и Савойю, из-за чего начнется Война за мантуанское наследство, полностью разорившая Мантую.

### Вице-королева Португалии
В 1635 году, после смерти графа Басто, её двоюродный брат, король Испании Филипп IV сделал Маргариту Савойскую следующим правителем Португалии (см. Иберийская уния). Маргарита переехала туда в 1634 году. Этот выбор стал результатом усилий Диаша Соареша, члена мадридского Совета Португалии, друга графа-герцога Оливареса и родственника Мигеля де Вашконселуша, ставшего в 1635 государственным секретарём Португалии.
В 1640 году Васконселос был убит в результате заговора. Маргарита пыталась успокоить лиссабонцев, вышедших на улицы, но её усилия оказались незамеченными. Португальцы провозгласили королём Жуана IV герцога Браганского, потомка короля Мануэла по женской линии. Дворец Маргариты был захвачен повстанцами и сама она более двух лет находилась в плену, пока не оказалась в Испании в 1642 году. К моменту её смерти в 1655 году её внуки, дети Марии Гонзага, уже стали герцогами Мантуи (Карло III Гонзага, 1637) и императрицей Священной Римской империи (Элеонора Гонзага, с 1651).